# Robert Büssel
Robert Franz Büssel (* 25. Juli 1880 in Nürnberg; † 28. Dezember 1953 in Dresden) war ein deutscher Opernsänger (Bassbariton).

## Leben und Wirken
Nach dem Schulbesuch nahm er eine Gesangsausbildung auf. Als Bassbariton hatte er Engagements in Köln, Berlin, Essen und Leipzig, bevor er nach Dresden kam, wo er 35 Jahre an der Hof- und Staatsoper wirkte. Zuletzt trug er den Titel Kammersänger. Er sang über 600 Bariton- und Basspartien und anlässlich seines 60. Geburtstages berichteten die Dresdner Neuesten Nachrichten, dass es kaum eine Oper an der Staatsoper Dresden gibt, die ohne Büssel möglich ist.